# Ellen Pence
Ellen Louise Pence (Mineápolis, Minnesota; 15 de abril de 1948 - Saint Paul, Minnesota; 6 de enero de 2012) fue una académica y activista social estadounidense. Cofundó el Proyecto de Intervención contra el Abuso Doméstico de Duluth, un modelo de colaboración entre agencias utilizado en los 50 estados de los EE. UU. y en más de 17 países.

## Biografía

### Primeros años
Pence se graduó de St. Scholastica en Duluth con una licenciatura en artes. Participó activamente en el trabajo de cambio institucional para mujeres maltratadas desde 1975 y ayudó a fundar el Proyecto de Intervención contra el Abuso Doméstico en 1980.[cita requerida]
Obtuvo su doctorado en Sociología en la Universidad de Toronto en 1996. Utilizó la etnografía institucional como método para organizar grupos comunitarios con el fin de analizar los problemas creados por la intervención institucional en las familias. Fundó Praxis International en 1998 y fue la autora principal y arquitecta de la Auditoría Institucional Praxis, un método para identificar, analizar y corregir las fallas institucionales en la protección de las personas que se ven arrastradas a los sistemas legales y de servicios humanos debido a la violencia y la pobreza.[cita requerida]

### Activismo
Se le atribuye la creación del Modelo Duluth de intervención en casos de violencia doméstica, la Respuesta Comunitaria Coordinada (CCR), que utiliza un enfoque colaborativo entre agencias que involucra a la policía, la libertad condicional, los tribunales y los servicios humanos en respuesta al abuso doméstico. El objetivo principal de la CCR es proteger a las víctimas del abuso continuo.
Pence se centró en iniciativas legislativas, proyectos de reforma legal, desarrollo de programas de refugio y defensa, y programas de formación para jueces, agentes de libertad condicional, agentes de la ley y proveedores de servicios humanos. Pence fue autora de varios manuales educativos y programas de estudio para clases para mujeres maltratadas, parejas masculinas que maltratan y agentes de la ley. Fue coautora de dos libros: Educational Groups for Men Who Batter: The Duluth Model y Coordinated Community Response to Domestic Violence: Lessons from the Duluth Model.
Hasta finales de 2011 fue directora ejecutiva de Praxis International, y trabajó con un equipo nacional de expertos para dirigir un centro de aprendizaje de defensa de derechos para fortalecer las habilidades y capacidades de los programas de defensa de derechos en su trabajo para poner fin a la violencia contra las mujeres .

### Fallecimiento
Pence murió de cáncer de mama el 6 de enero de 2012, a los 63 años, en St. Paul, Minesota.

## Modelo Duluth
El «Modelo Duluth» es un protocolo comunitario para la violencia doméstica. Se diseñó para reunir a las agencias de aplicación de la ley, derecho de familia y trabajo social en una Respuesta Comunitaria Coordinada para trabajar juntos para reducir la violencia contra las mujeres y rehabilitar a los perpetradores de violencia doméstica. Lleva el nombre la ciudad de Duluth (Minesota), donde fue desarrollado por el Proyecto de Intervención contra el Abuso Doméstico (DAIP) antes mencionado. El modelo proporciona un método de coordinación de agencias comunitarias para proporcionar una respuesta consistente a las víctimas femeninas de violencia de pareja que tiene tres objetivos principales: garantizar la seguridad de los supervivientes, proporcionar una manera de responsabilizar a los agresores/parejas abusivas por su violencia y cambiar el clima de tolerancia hacia esta forma de violencia. 
El plan de estudios «está diseñado para ser utilizado dentro de una comunidad que utilice sus instituciones para disminuir el poder de los maltratadores sobre sus víctimas y para explorar con cada hombre abusador la intención y la fuente de su violencia y las posibilidades de cambio mediante la búsqueda de un tipo diferente de relación con las mujeres». Esto se ilustra mediante la «Rueda de poder y control», un gráfico que normalmente se muestra como póster en los lugares participantes. Según el modelo de Duluth, «las mujeres y los niños son vulnerables a la violencia debido a su estatus social, económico y político desigual en la sociedad».

### Eficacia
Un estudio inicial patrocinado por el gobierno de los EE. UU. concluyó que los maltratadores que completan programas basados en el Modelo Duluth tienen menos probabilidades de repetir actos de violencia doméstica que aquellos que no completan ningún programa de intervención para maltratadores. Un estudio de 2003 realizado por el Instituto Nacional de Justicia concluyó que el Modelo Duluth tenía «poco o ningún efecto». Este estudio tenía deficiencias considerables, y el Instituto Nacional de Justicia dijo en su introducción que «las tasas de respuesta fueron bajas, muchas personas abandonaron el programa y no se pudo encontrar víctimas para entrevistas posteriores. Las pruebas utilizadas para medir las actitudes de los maltratadores hacia la violencia doméstica y su probabilidad de participar en futuros abusos eran de validez cuestionable».

### Críticas
A pesar de que el «Modelo Duluth» de Pence ha recibido premios por sus esfuerzos de base para poner fin a la violencia de pareja, el protocolo comunitario no estuvo exenta de críticas. Estas fueron abordadas por el DAIP.
Ha sido criticado por profesionales de la salud mental que se centran en el comportamiento individual y rechazan un modelo social de maltrato. Edward Gondolf critica las formas estrechas de evidencia utilizadas para evaluar las intervenciones, argumentando que el modelo de investigación biomédica es inadecuado para evaluar la eficacia de las intervenciones psicosociales.
También ha sido tíldada de sexista y esencialista de género al fomentar la narrativa de hombre victimario-mujer víctima bajo el argumento de que los varones han sido socializados en una cultura que tolera la violencia masculina, y que las mujeres son víctimas que son violentas sólo en defensa propia.
Otros critican el «Modelo Duluth» por ser excesivamente confrontativo en lugar de terapéutico, centrándose únicamente en cambiar las acciones y actitudes del abusador en lugar de abordar los problemas emocionales y psicológicos subyacentes.